# Хатабала (журнал)
«Хатабала» (арм. Խաթաբալա) — армянский еженедельный сатирический журнал, издававшийся в Тбилиси с 1906 по 1916 год, в 1922 и 1925—1926 годах. Основателями и редакторами журнала были Аствацатур Ерицян и Ашот Атанасян.

## История
Основал журнал Аствацатур Ерицян в 1906 году после двух неудавшихся русскоязычных изданий («Жгут» и «Свисток») сатирического направления. В журнале публиковались фельетоны, басни, стихи, загадки и пр. Остриё критики журнала было направлено на суеверия и предрассудки, коррупцию чиновников, социальное неравенство, насильственную культурную ассимиляцию, отсталость духовенства. Осуждалось антиармянскую политику Османской империи, пропагандировал дружбу между народами Закавказья (особенно с журналом «Молла Насреддин»). Откликался на международные события, освободительную борьбу народов Балкан и Востока. 
Среди сотрудников журнала были: Атрпет, Мушег Багратуни, Костандин Мелик-Шахназарян, Гарегин Левонян и др. Иллюстрации рисовали Оскар Шмерлинг, Иосиф Роттер, Геворк Башинджагян, Генрик Гриневский, Гарегин Ерицян и А. Мирзоян.
После установления Советской власти «Хатабала» была возрождена в 1922 году. Издание пропагандировало социалистическую доктрину, одновременно критикуя недостатки советской системы и противопоставляя друг другу социалистический и капиталистический миры. В числе авторов «Хатабалы» этого периода были такие известные армянские литераторы и публицисты, как Ованес Туманян, Аветик Исаакян, Мовсес Арази, Стефан Зорьян. Они публиковали свои сатирические произведения, фельетоны, очерки, часто под псевдонимами. Однако вернуть популярность журнала не удалось. Тиражи этих изданий резко сократились, а тон и сюжетная линия юмора изменились. В конце концов из-за цензуры прекратили выходить как «Хатабала», так и другие сатирические издания, как «Шешт», «Зурна» и «Кармир Моцак».
В последние годы журнал издавался на армянском, русском и грузинских языках.

## Карикатуры из журнала

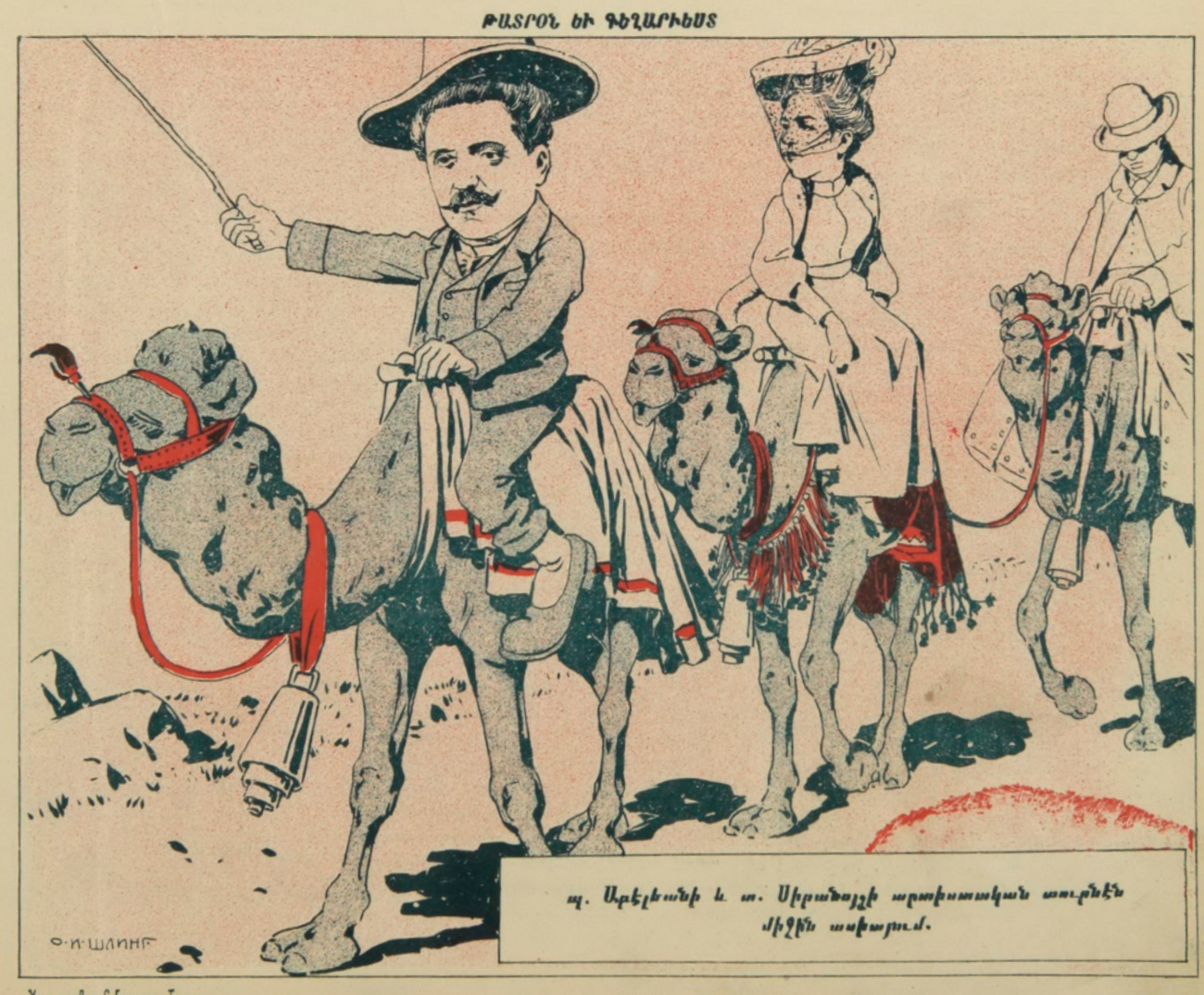
Актеры Ованес Абелян и госпожа Сирануйш. Худ. О. Шмерлинг
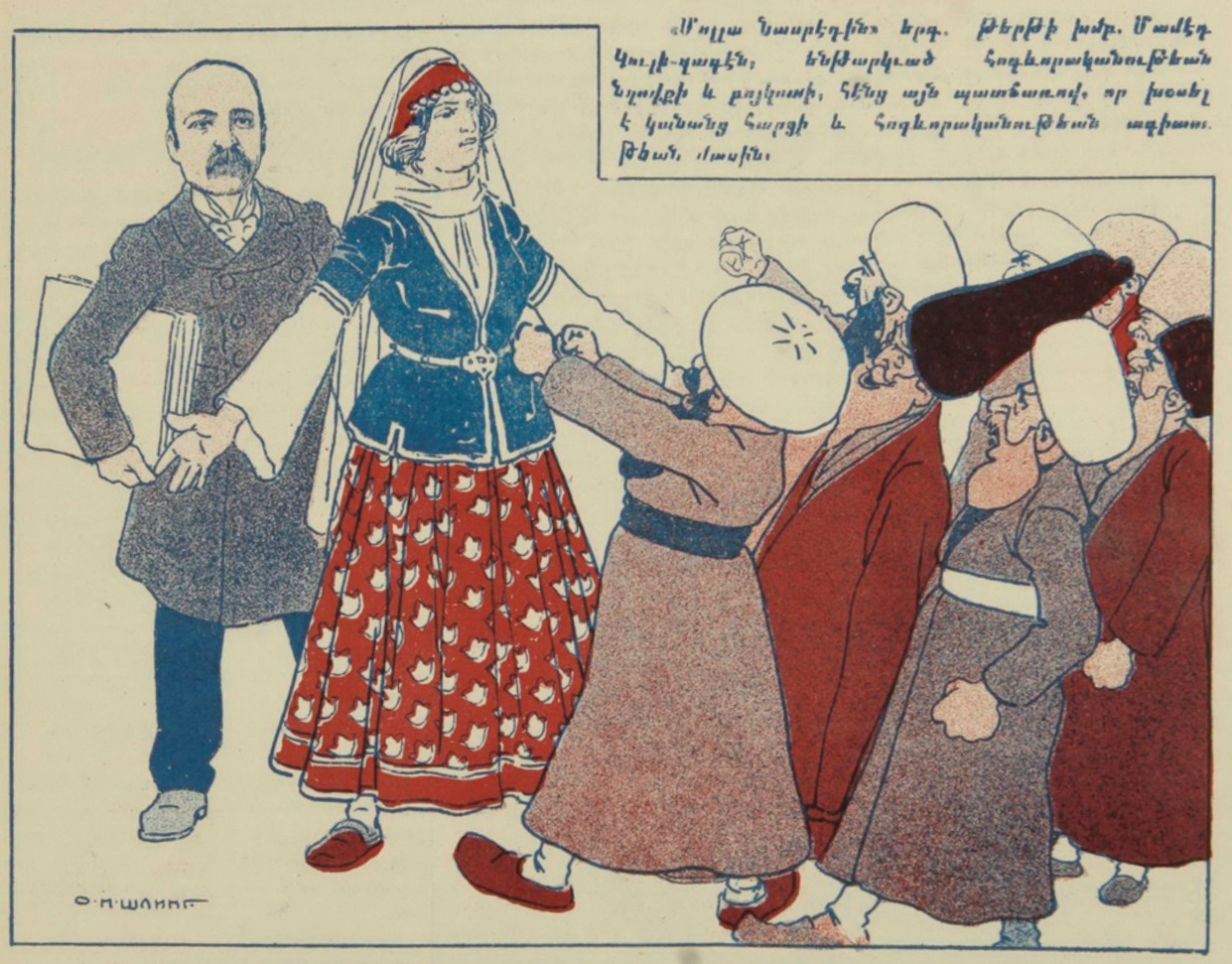
Редактор «Моллы Насреддина» Дж. Мамедкулизаде. Худ. О. Шмерлинг
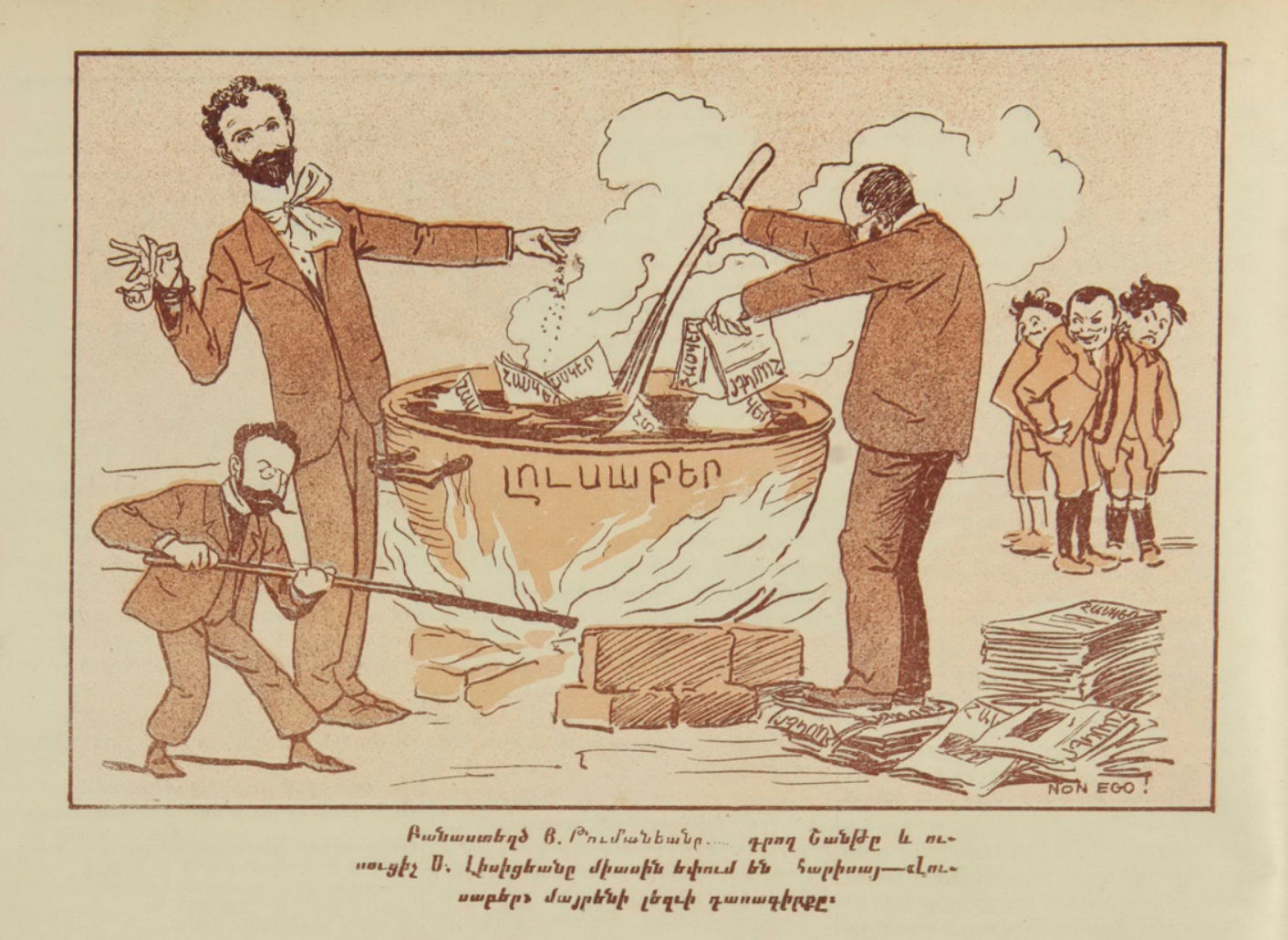
Ованес Туманян сыплет соль, Левон Шант раздувает огонь, Степан Лисициан одной рукой перемешивает содержимое горшка, другой добавляет цифры «Хаскер»а в учебник армянского языка «Лусабер». Неизвестный художник
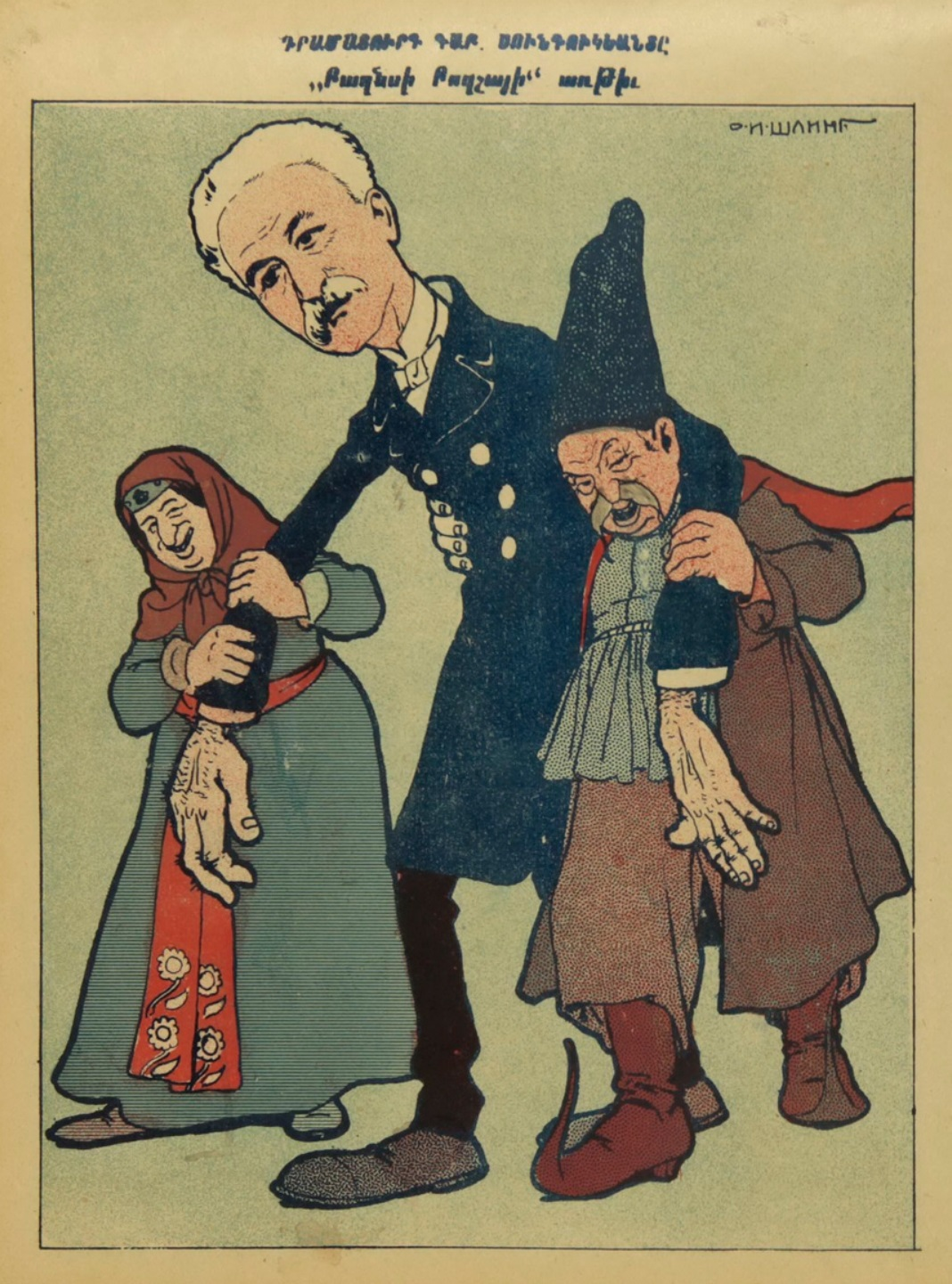
Габриел Сундукян. Худ. О. Шмерлинг
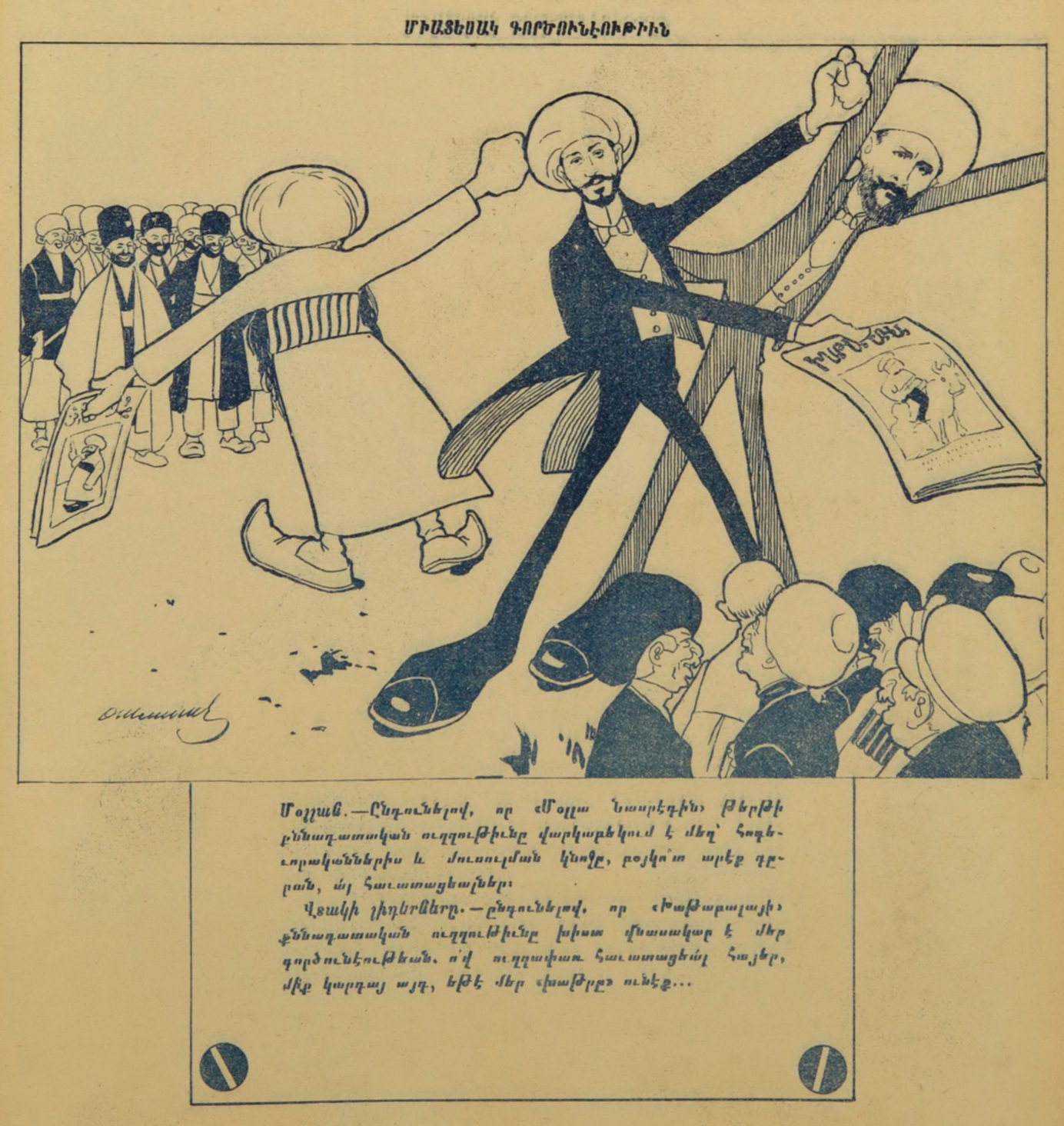
Лидеры «Вдак» для армян и муллы для мусульман призывают к бойкоту «Хатабалы» и «Моллы Насреддина». Худ. О. Шмерлинг
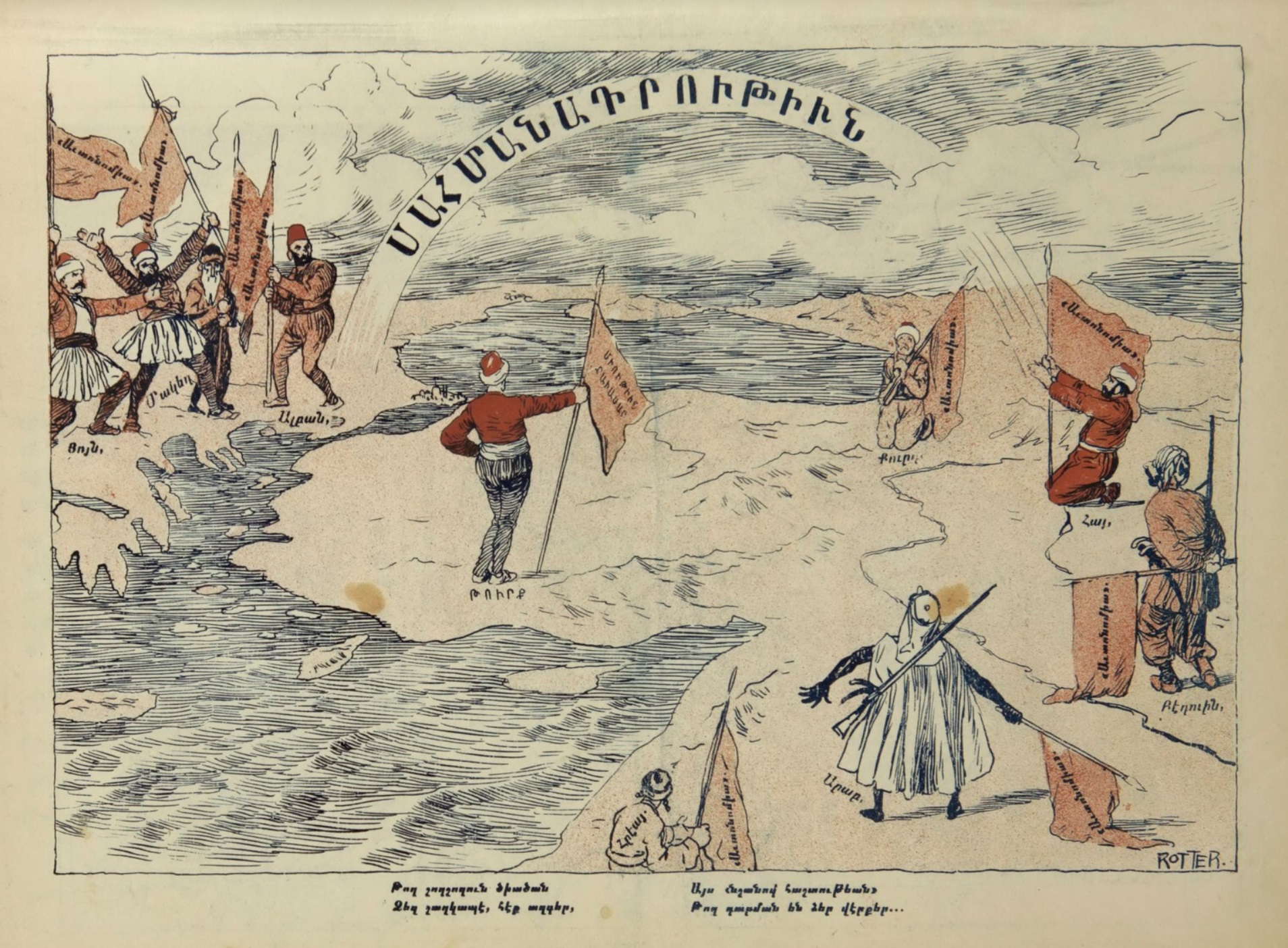
Конституция младотурецкой револлюции. Худ. И. Роттер
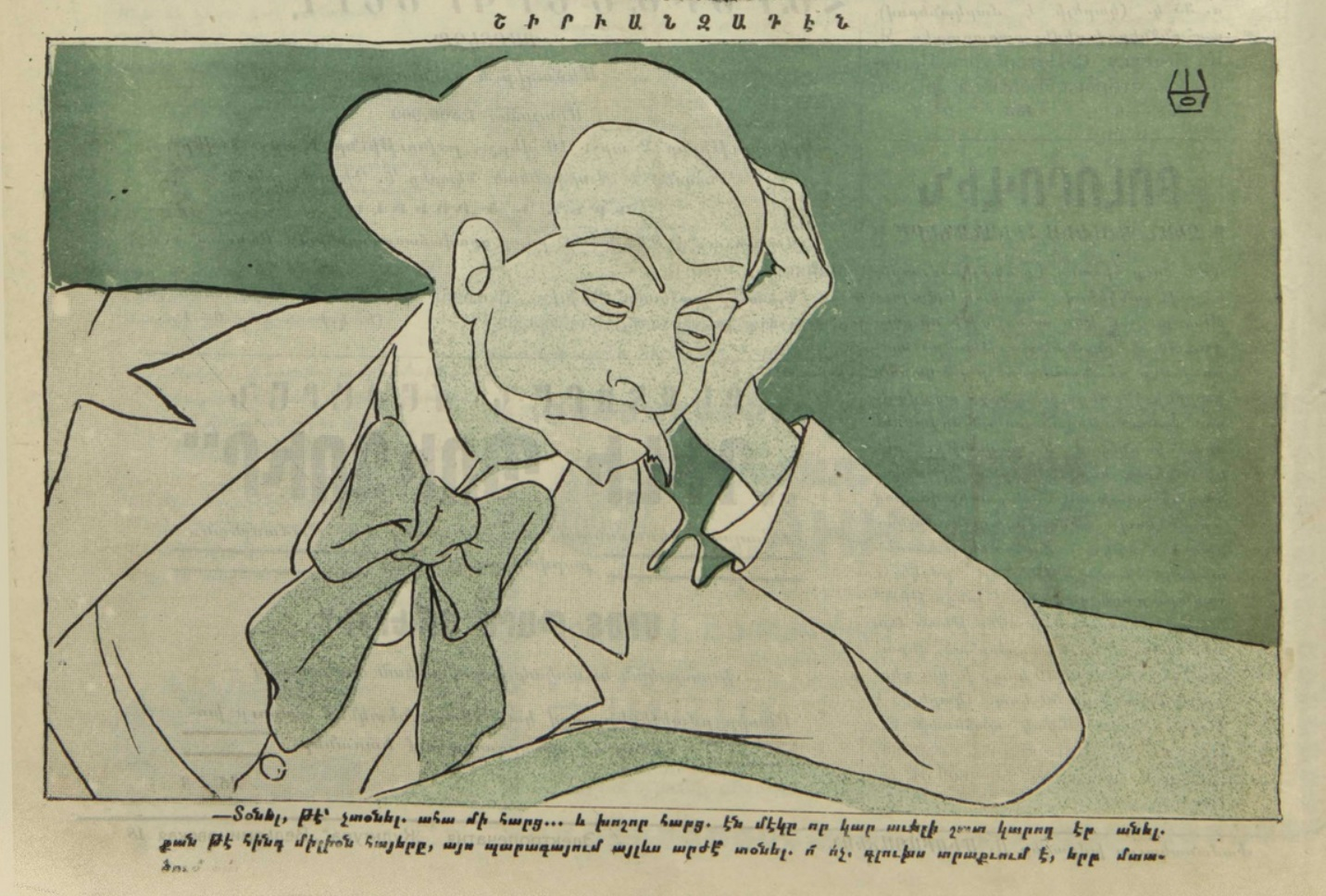
Александр Ширванзаде. Худ. О. Шмерлинг
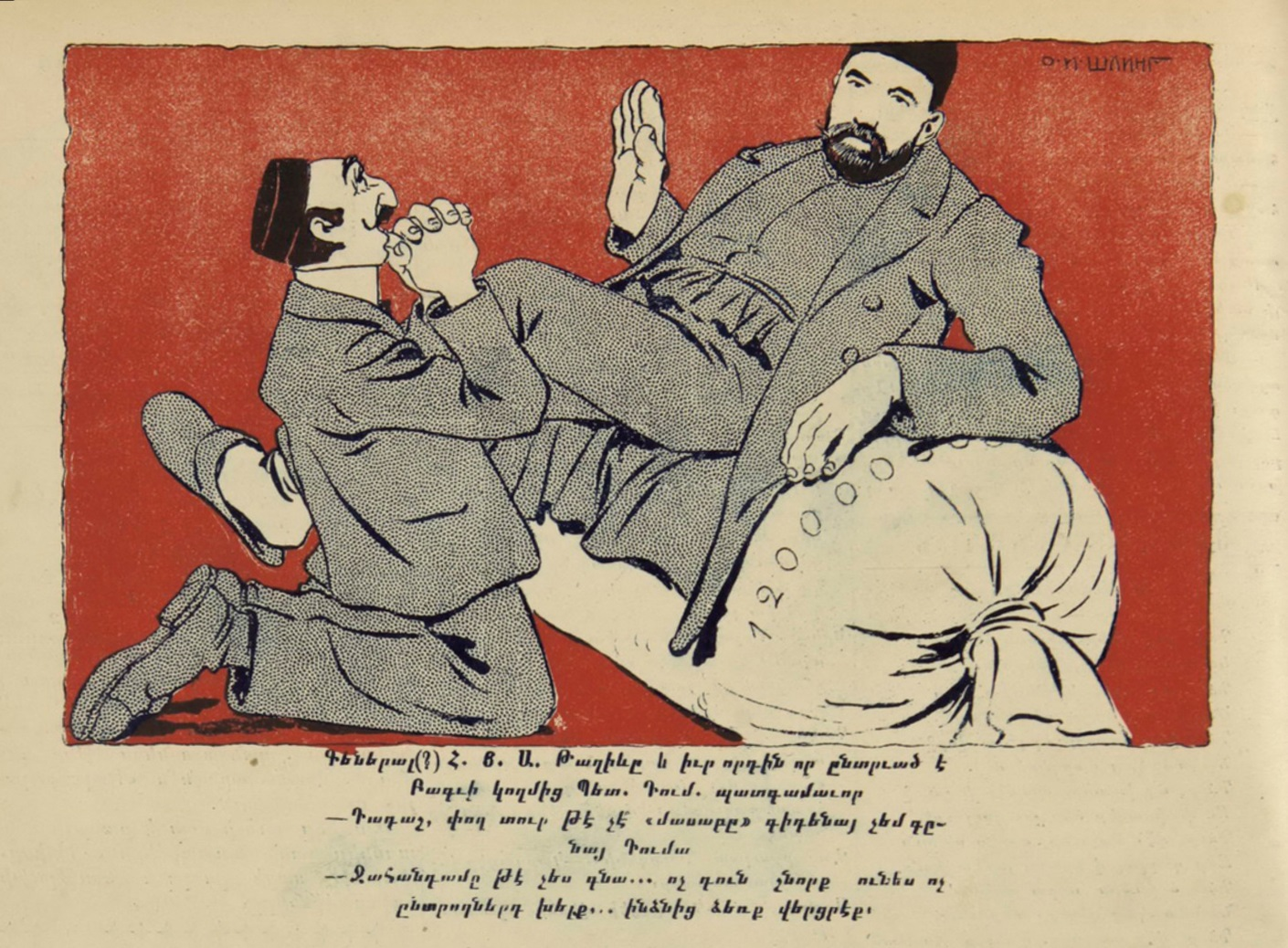
Г. З. Тагиев с избранным в Думу сыном. Худ. О. Шмерлинг
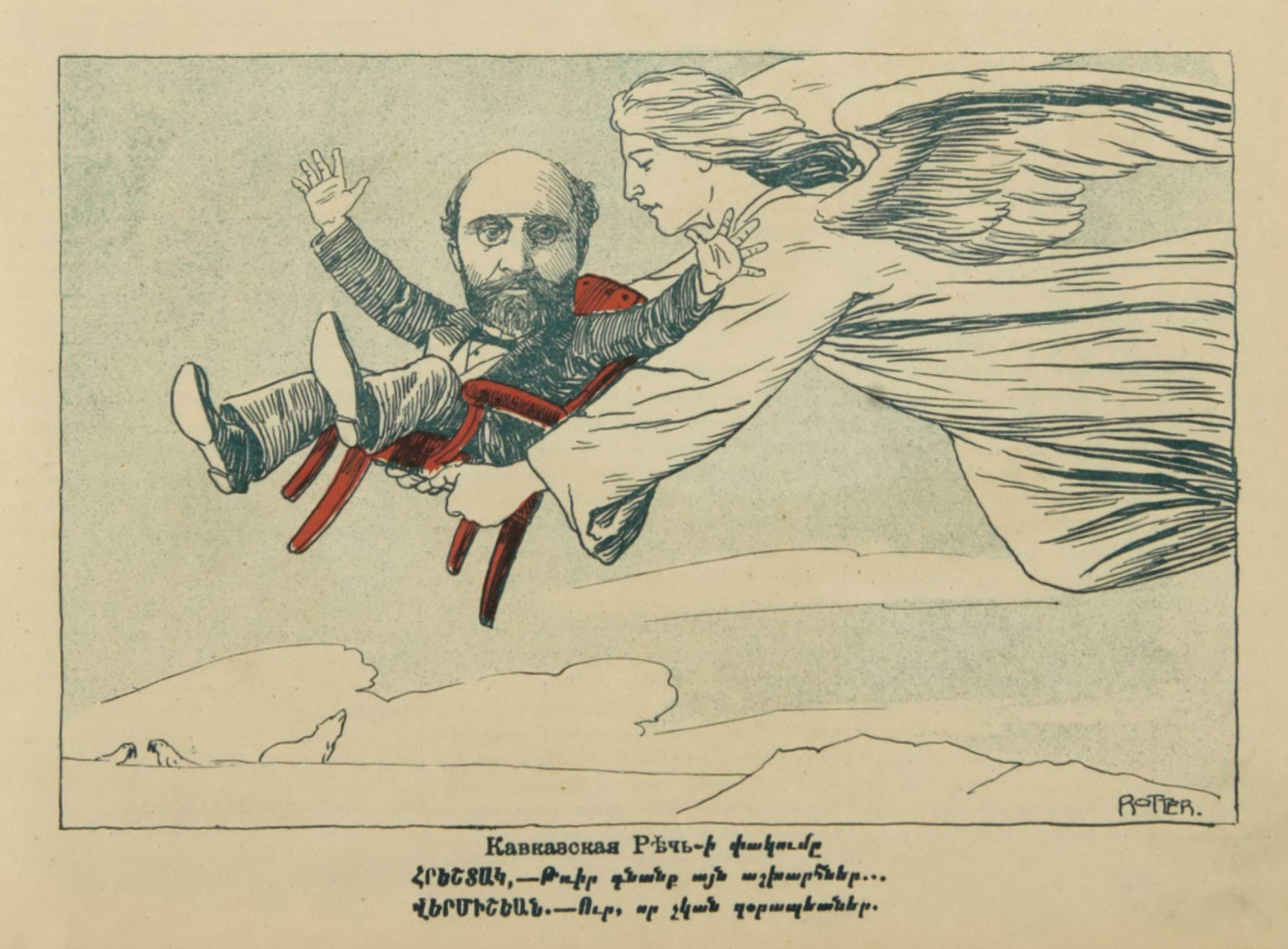
Христофор Вермишев. Худ. И. Роттер
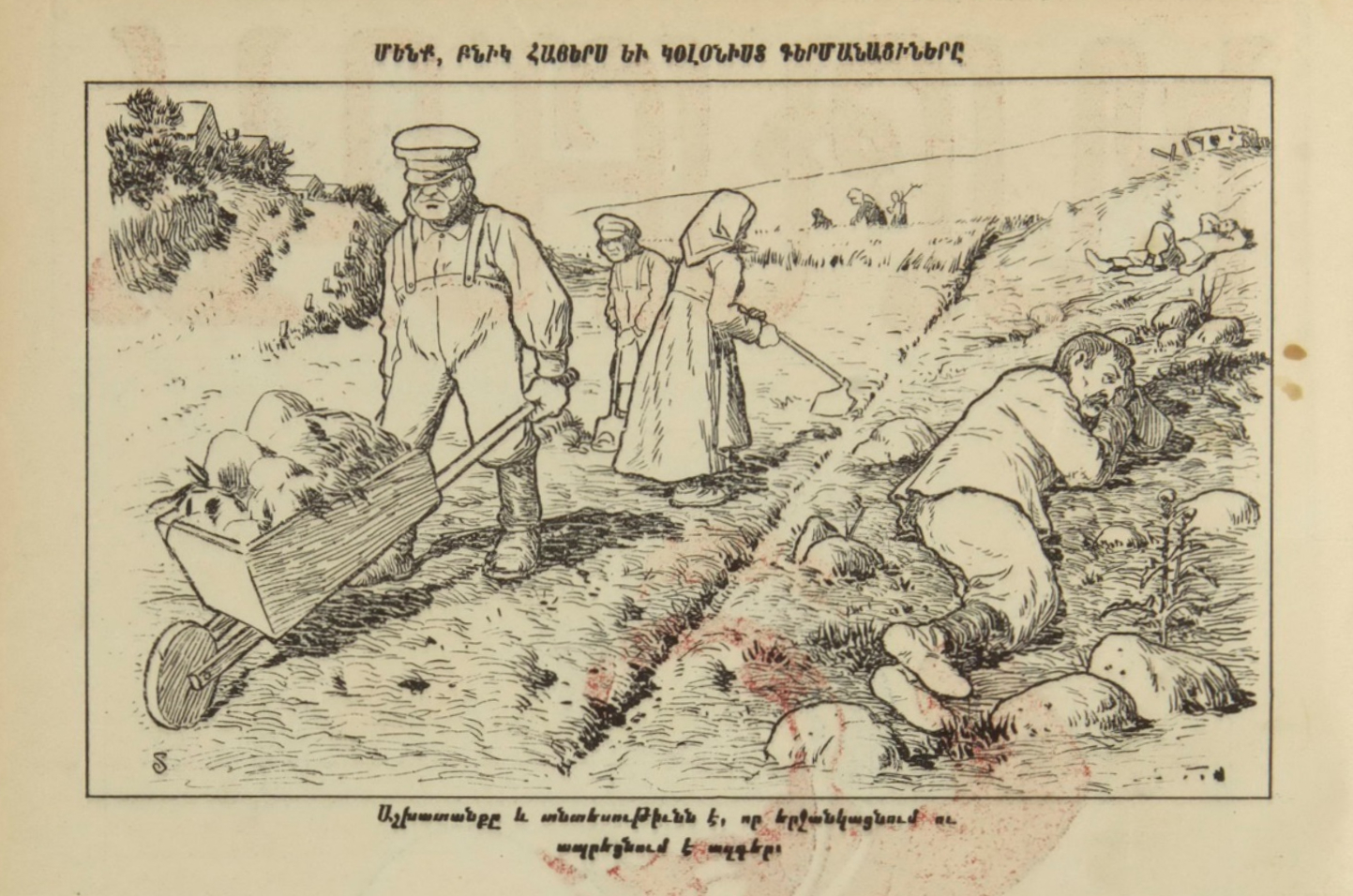
Немецкие колонисты и армяне. Худ. И. Роттер
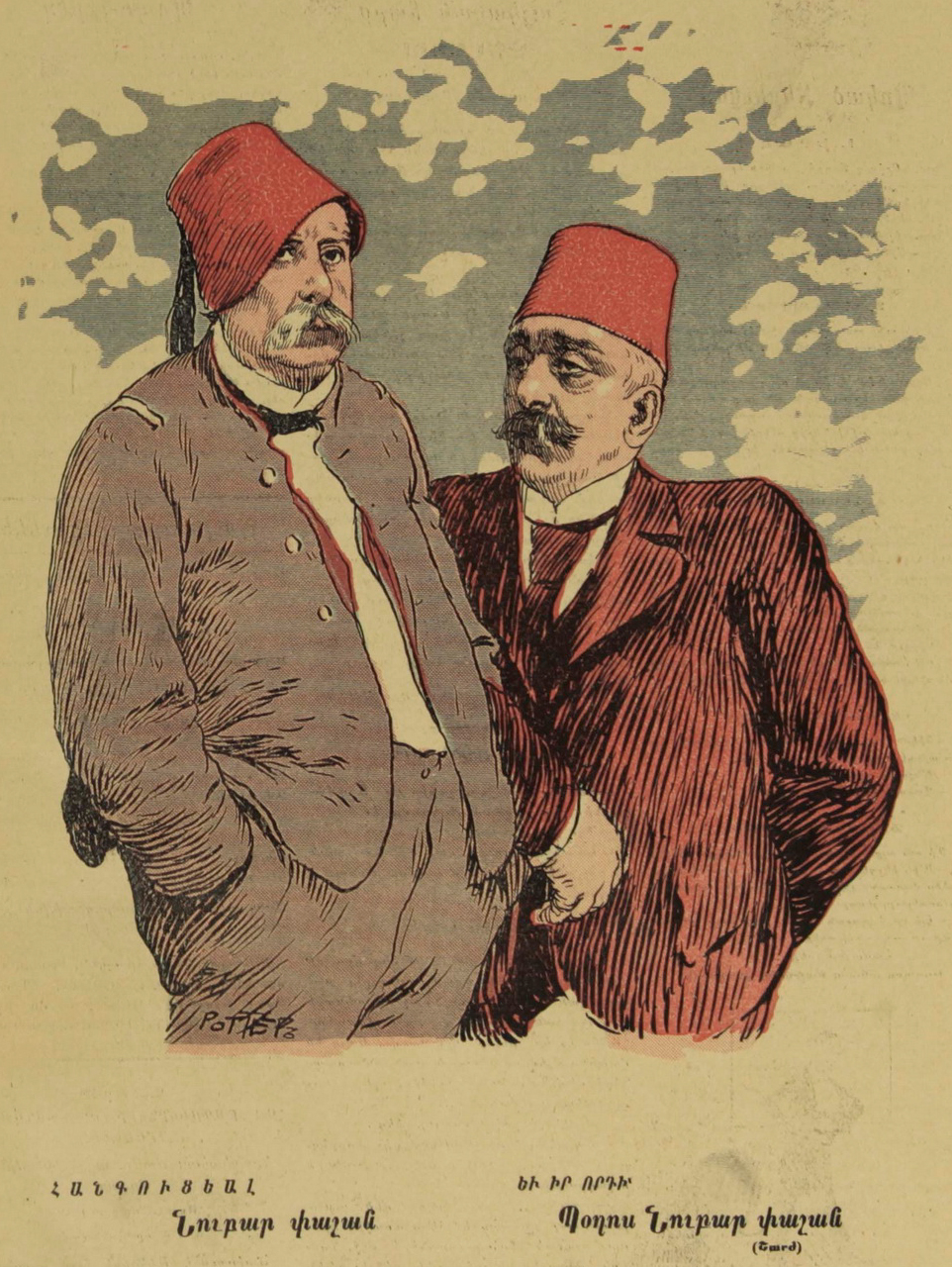
Нубар-паша с сыном Погосом Нубаром. Худ. И. Роттер
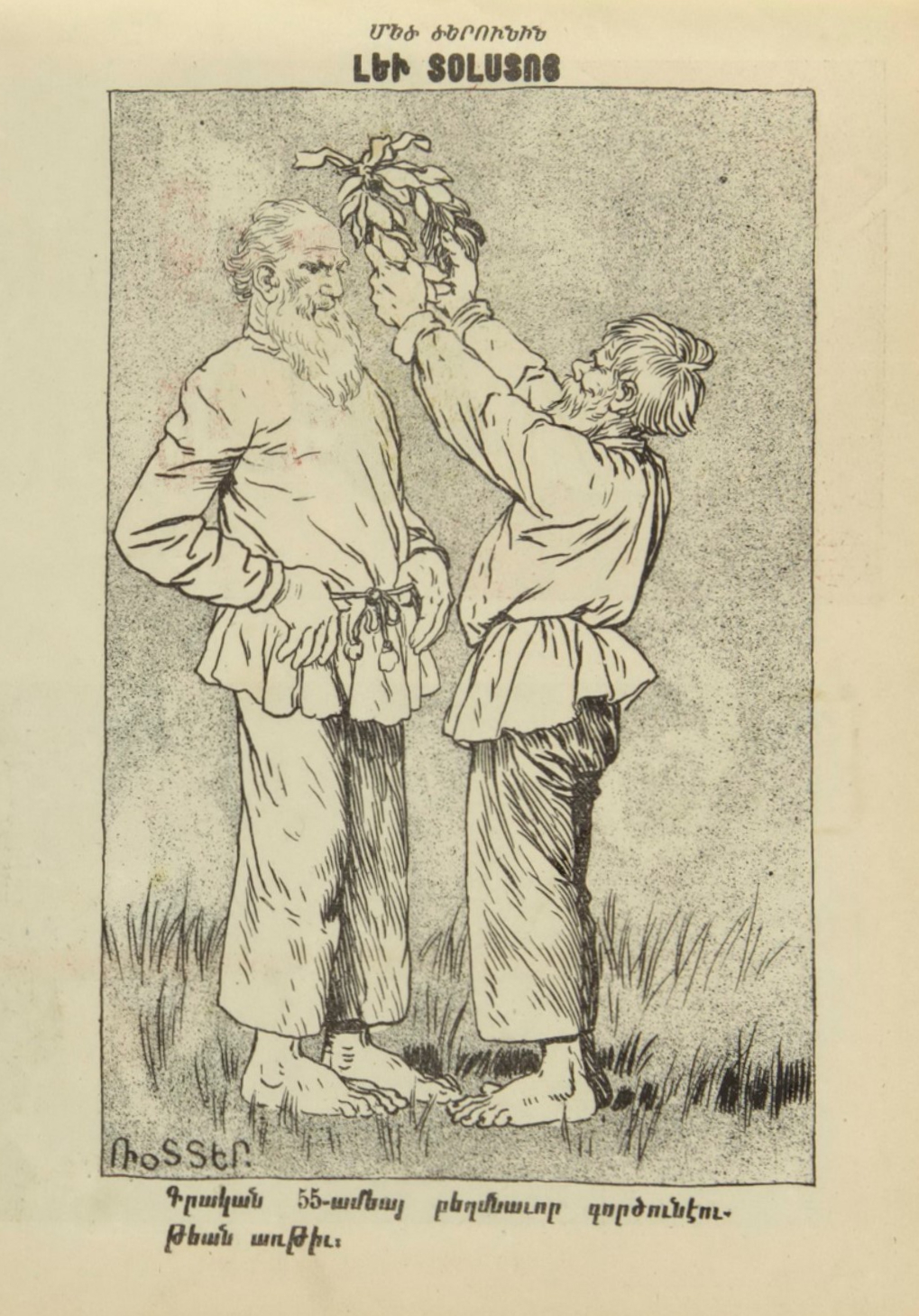
Лев Толстой. Худ. И. Роттер